# 愛情重跑
《愛情重跑》，是一部由天澤亞紀創作的戀愛漫畫，於《Kiss》（講談社）的2014年8月號至2016年1月號上連載。

## 概要
主角南沙耶香15年來一直暗戀著青梅竹馬鷺澤亮介，令她30年來一直沒有談過戀愛。某天她醒來後，在她眼前突然出現了一位叫町田翔平的男性，並跟她說正和她同居和交往中。她看到日曆上的日期是3個月後，但她卻對這3個月的事沒有任何記憶。因此，她決定去找回失去的記憶。

## 書籍情報
- 《愛情重跑》 講談社〈KC KISS〉全2卷
  1. 2015年3月13日發售、 ISBN978-4-06-340951-2
  2. 2016年1月13日發售、 ISBN978-4-06-340979-6

## 電視連續劇
電視劇版本由讀賣電視台制作，於2018年4月5日在「讀賣電視台週四連續劇」時段播出，全10回 。由中村杏主演，此劇亦是中村首次主演電視劇 。

## 電視劇

### 登場人物

#### 主要人物
- 南沙耶香〈29〉：中村杏（童年：青井乃乃）（香港配音：詹健兒）

設計師，暗戀青梅竹馬鷺澤亮介，30年來一直單身。
- 町田翔平〈27〉：古川雄輝（香港配音：陳灝瑋）

和南沙耶香同公司的職員，在沙耶香失憶時與她同居，是一個抖S。
- 鷺澤亮介〈35〉：大谷亮平（香港配音：雷霆）

沙耶香的青梅竹馬，一線設計師。

#### Olivia Lab
- 菅野太一郎：小松利昌（日语：小松利昌）（香港配音：劉昭文）

沙耶香的上司。
- 佐山大輔：渡部秀（香港配音：李安邦）

沙耶香的後輩。
- 泉智子：ふせえり（日语：ふせえり）（香港配音：袁淑珍）

公司社長。
- 林原奈緒：喜多陽子（日语：喜多陽子） （香港配音：何璐怡）
- 前山香：岡本杏理 [3]
- 石原哲矢：河井佑樹（日语：河井佑樹）

#### 其他
- 青山瑞希〈37〉：片瀨那奈（特別出演）（香港配音：劉惠雲）

鷺澤亮介的女友。
- 小笠原杏子〈26〉：大政絢（香港配音：吳羨婷）

町田前女友，頂級模特兒。很在意沙耶香的存在，希望可以奪回町田。
- 宇野友美：佐津川愛美（日语：佐津川愛美）（香港配音：成瑤孆）

沙耶香的好友。
- 藤崎隼人：市川知宏（日语：市川知宏）（第2話-）（香港配音：李致林）

美容師。
- 前島悟郎：村杉蝉之介（日语：村杉蝉之介）（香港配音：蕭徽勇）

酒吧老闆。

#### 客串
第1集
- 記者：横田美紀（日语：横田美紀）（香港配音：鄭麗麗）
- 鯨岡拓也：山元隆弘（日语：山元隆弘）（香港配音：張錦江）

腦外科神經醫生。
第5集
- 小松健司：尾上寛之（日语：尾上寛之）（香港配音：鄧志堅）

第6集
- 南惠子：榊原郁恵（日语：榊原郁恵）（香港配音：蔡惠萍）

沙耶香的母親。
第7集
- 栗子：龍夢柔（香港配音：何寶珊）

女子高中生IGer。
第9集
- 倫敦的社長：Marc Panther（日语：Marc Panther）
- 武田：是近敦之（日语：是近敦之）（最終話）（香港配音：麥皓豐）

### 幕後人員
- 原作：天澤亞紀（日语：天沢アキ）《愛情重跑》(講談社《Kiss》連載)
- 劇本：永田優子（日语：永田優子）、大林利江子
- 監督：藤村享平（日语：藤村享平）、金澤友也（日语：金澤友也）、汐口武史（日语：汐口武史）
- 音樂：未知瑠（日语：未知瑠）
- 主題曲：GENERATIONS from EXILE TRIBE「また、アシタ」(Rhythm zone) [4]
- 技術協助：ビデオスタッフ（日语：ビデオスタッフ）
- 照明協助：ザ・ホライズン（日语：ザ・ホライズン）
- 美術協助：BEENS
- 首席制作人：前西和成
- 制作人：中間利彦、汐口武史、河原瑶（テレパック）、金澤友也（テレパック）
- 導演：金澤友也（テレパック）
- 計劃：野田健太（テレパック）
- 制作協助：テレパック
- 制作：讀賣電視台

### 播放日程
| 集數 | 播放日期 | 標題                                               | 劇本       | 監督     |
| ---- | -------- | -------------------------------------------------- | ---------- | -------- |
| 1    | 4月5日   | 地味系アラサー女が3ヶ月の記憶喪失で人生逆転!?      | 永田優子   | 藤村享平 |
| 2    | 4月12日  | 地味女子初恋の相手VSドS後輩 波乱の恋が動き出す!!   | 大林利江子 | 藤村享平 |
| 3    | 4月19日  | 涙の告白!15年の想いは届くのか…今夜、恋が動き出す   | 大林利江子 | 金澤友也 |
| 4    | 4月26日  | 火花散る元カノとの女バトル!                        | 永田優子   | 汐口武史 |
| 5    | 5月4日   | 発覚…隠された真実に激怒!                           | 大林利江子 | 藤村享平 |
| 6    | 5月10日  | 衝撃真実 娘を愛する母の想い…恋のバトルが加速する   | 永田優子   | 金澤友也 |
| 7    | 5月17日  | 記憶の謎 愛する想いが交錯する 別れの真相が明らかに | 大林利江子 | 汐口武史 |
| 8    | 5月24日  | 惜別の涙 止められない“好き” 運命が引き裂かれる…    | 永田優子   | 汐口武史 |
| 9    | 5月31日  | 揺れる恋 胸が高鳴る決意の旅行 想い届ける最後の賭け | 大林利江子 | 藤村享平 |
| 10   | 6月8日   |                                                    | 永田優子   | 藤村享平 |

| 日本 讀賣電視台 讀賣電視台週四連續劇                   | 日本 讀賣電視台 讀賣電視台週四連續劇 | 日本 讀賣電視台 讀賣電視台週四連續劇 |
| ------------------------------------------------------ | ------------------------------------ | ------------------------------------ |
|                                                        | 愛情重跑 （2018.04.05 - 2018.06.07） |                                      |
| Repeat～改變命運的10個月～ （2018.01.11 - 2018.03.15） | —                                    |                                      |

| 香港 myTV SUPER 日劇台 星期三 13:30 - 14:30、16:30 - 17:30、19:30 - 20:30及22:30 - 23:30 | 香港 myTV SUPER 日劇台 星期三 13:30 - 14:30、16:30 - 17:30、19:30 - 20:30及22:30 - 23:30 | 香港 myTV SUPER 日劇台 星期三 13:30 - 14:30、16:30 - 17:30、19:30 - 20:30及22:30 - 23:30 |
| ---------------------------------------------------------------------------------------- | ---------------------------------------------------------------------------------------- | ---------------------------------------------------------------------------------------- |
|                                                                                          | 戀愛記憶 （2018.05.16 - 2018.07.18）                                                     |                                                                                          |
| 重啟人生 （2018.03.07 - 2018.05.09）                                                     | —                                                                                        |                                                                                          |

## 外部連結
- 愛情重跑 - 講談社
- 愛情重跑 - 讀賣電視台 （页面存档备份，存于）
- 【公式】愛情重跑的X（前Twitter）
- 【公式】愛情重跑的Instagram帳戶